# Casus irreducibilis
A matematikában (közelebbről az algebrában) casus irreducibilisnek nevezzük azt az esetet, amikor egy olyan valós együtthatós harmadfokú polinom gyökeit kívánjuk kiszámítani, melynek három különböző valós gyöke van. A komplex számok bevezetéséig elfajult esetnek számított az algebrai egyenletek elméletében.

## Az irreducibilitás látszata
Egy ilyen harmadfokú polinom a valós számok teste fölött is felbontható elsőfokúak szorzatára, azaz, ha x1, x2, x3 a három gyök és a a harmadfokú tag együtthatója, akkor a polinom
alakú lesz. A gyököket a harmadfokú egyenlet megoldóképletével, a Cardano-képlettel kaphatjuk meg. Ám, pont ebben a tipikusnak mondható esetben fordul elő az, hogy a megoldóképletben szereplő négyzetgyök alatt negatív szám áll. Amennyiben ragaszkodunk ahhoz, hogy az általános eljárást kívánjuk folytatni, és a képlet alapján határozzuk meg a gyököket, nincs más út, minthogy a számítást komplex mennyiségekkel végezzük el. Eredményünk szükségképpen az lesz, hogy az összes gyök valós, annak ellenére, hogy ehhez az eredményhez a komplex számokon keresztül jutottunk. A polinom tehát fölbontható (reducibilis), de a fölbontás elvégzéséhez nem elegendőek a valós műveletek.

## Példa
Tekintsük a
{\displaystyle p(x)=x^{3}-x\,}
polinomot. Nyilvánvaló, hogy p(x)-nek három valós gyöke van, hisz x-et kiemelve:
{\displaystyle p(x)=x(x^{2}-1)=x(x-1)(x+1)\,}
azaz x1 = 0, x2 = 1 és x3 = -1.
A Cardano-képlet levezetésekor végzett eljárás a következő: x-re a Vieta-féle (Vietié-formula) helyettesítést alkalmazzuk:
{\displaystyle x=u+{\frac {1}{3u}}}
Tehát:
{\displaystyle p(x)=\left(u+{\frac {1}{3u}}\right)^{3}-\left(u+{\frac {1}{3u}}\right)=}
{\displaystyle =u^{3}+3u^{2}{\frac {1}{3u}}+3u\left({\frac {1}{3u}}\right)^{2}+\left({\frac {1}{3u}}\right)^{3}-u-{\frac {1}{3u}}=u^{3}+{\frac {1}{27u^{3}}}}
A p(x)=0 átrendezhető egy u3-ben másodfokú egyenletté:
{\displaystyle (u^{3})^{2}+{\frac {1}{27}}=0\,}
1/27-et az egyenletből kivonva látható, hogy nem kapunk u3-re valós(!) megoldást. Ezen a ponton a XVI. század matematikusai észrevették, hogy (a kor színvonalán nem megmagyarázható módon) eredményre vezet, ha egyfajta szimbolikus köbgyök és négyzetgyökvonással folytatják a metódust:
{\displaystyle (u^{3})^{2}=-{\frac {1}{27}}}
{\displaystyle u^{2}=-{\frac {1}{3}}}
{\displaystyle u=\pm {\sqrt {-1}}{\frac {1}{\sqrt {3}}}}
Innen x:
{\displaystyle x=u+{\frac {1}{3u}}={\frac {3u^{2}+1}{3u}}={\frac {3({\sqrt {-1}}{\frac {1}{\sqrt {3}}})^{2}+1}{3{\sqrt {-1}}{\frac {1}{\sqrt {3}}}}}={\frac {-1+1}{3{\sqrt {-1}}{\frac {1}{\sqrt {3}}}}}={\frac {0}{3{\sqrt {-1}}{\frac {1}{\sqrt {3}}}}}=0}
ahonnan az x = 0 valós megoldás megkaptuk. Ezután polinomosztással nyerhető a többi gyök is.
A megoldásban szereplő
{\displaystyle {\sqrt {-1}}}
szimbólum az imaginárius egység, mellyel a műveletek elvégzése során lényegében ugyanúgy számolhatunk, mint egy meghatározatlan értékű paraméterrel, melynek különös tulajdonsága, hogy négyzete -1.
Kevésbé triviális esetben bizonytalanná tehet bennünket, hogy tudjuk, a harmadfokú egyenletnek mindig van valós gyöke, megtalálása azonban nem valós számokkal történő számítások útján történik. A komplex számok matematikájának szigorú kifejtése után azonban az elmélet konzisztenciájában nem kételkedhetünk (legfeljebb annyira, amennyire a matematika ellentmondásmentességében is).